# Desmoscolex
Desmoscolex is een geslacht van rondwormen uit de familie van de Desmoscolecidae.

## Soorten
- Desmoscolex abyssorum Decraemer, 1984
- Desmoscolex adenotrichus Lorenzen, 1969
- Desmoscolex adriaticus Schepotieff, 1907
- Desmoscolex algivorus Coomans, Vincx & Decraemer, 1985
- Desmoscolex amaurus Lorenzen, 1972
- Desmoscolex americanus Chitwood, 1936
- Desmoscolex annulatus Schepotieff, 1907
- Desmoscolex antarcticos Timm, 1970
- Desmoscolex aquaedulcis Stammer, 1935
- Desmoscolex articulatus Timm, 1978
- Desmoscolex asetosus Decraemer, 1975
- Desmoscolex australicus Decraemer, 1975
- Desmoscolex bacescui Paladian & Andriescu, 1963
- Desmoscolex balticus Lorenzen, 1971
- Desmoscolex bathyalis Freudenhammer, 1975
- Desmoscolex bathybius Timm, 1970
- Desmoscolex bengalensis Timm, 1961
- Desmoscolex bergensis Schepotieff, 1907
- Desmoscolex borealis Kreis, 1963
- Desmoscolex brachyrhynchus Bussau, 1993
- Desmoscolex brevisetosus
- Desmoscolex californicus Timm, 1970
- Desmoscolex californiensis (Timm, 1970)
- Desmoscolex campbelli Allgén, 1946
- Desmoscolex chaetalatus Freudenhammer, 1975
- Desmoscolex chaetogaster Greeff, 1869
- Desmoscolex complexus Decraemer, 1984
- Desmoscolex conurus Steiner, 1916
- Desmoscolex cooleni (Decraemer, 1978)
- Desmoscolex coreensis Allgén, 1932
- Desmoscolex coronatus Soetaert, 1989
- Desmoscolex cosmopolites Timm, 1970
- Desmoscolex crassicauda (Timm, 1970)
- Desmoscolex cristatus
- Desmoscolex curvespiculatum Decraemer, 1984
- Desmoscolex deconincki Decraemer, 1974
- Desmoscolex decraemerae Soetaert, 1989
- Desmoscolex demerarae Decraemer, 1983
- Desmoscolex desmoscolecoides (Timm, 1970)
- Desmoscolex dimorphus Decraemer, 1974
- Desmoscolex draconemoides Timm, 1970
- Desmoscolex dussarti Juget, 1969
- Desmoscolex effus
- Desmoscolex eurycricus (Filipjev, 1922)
- Desmoscolex falcatus Lorenzen, 1972
- Desmoscolex fennicus Lorenzen, 1969
- Desmoscolex frigidus Timm, 1978
- Desmoscolex frontalis Gerlach, 1952
- Desmoscolex galeatus Freudenhammer, 1975
- Desmoscolex geraerti Decraemer, 1974
- Desmoscolex gerlachi Timm, 1970
- Desmoscolex gladisetosus Timm, 1970
- Desmoscolex gourbaultae (Decraemer, 1986)
- Desmoscolex grandiamphis Inglis, 1967
- Desmoscolex granulatus Decraemer, 1975
- Desmoscolex hupferi (Steiner, 1916)
- Desmoscolex italicus Timm, 1970
- Desmoscolex keiensis Kreis, 1934
- Desmoscolex koloensis Decraemer, 1984
- Desmoscolex labiosus Lorenzen, 1969
- Desmoscolex laevis Kreis, 1928
- Desmoscolex lanuginosus Panceri, 1876
- Desmoscolex lapilliferus Freudenhammer, 1975
- Desmoscolex lemani
- Desmoscolex leptus Steiner, 1916
- Desmoscolex lissus Steiner, 1916
- Desmoscolex litoralis Allgén, 1984
- Desmoscolex longiamphis Timm, 1970
- Desmoscolex longicauda (Timm, 1970)
- Desmoscolex longirostris Bussau, 1993
- Desmoscolex longisetosus Timm, 1970
- Desmoscolex lorenzeni Freudenhammer, 1975
- Desmoscolex luteocola (Chitwood, 1951)
- Desmoscolex macramphis Decraemer, 1984
- Desmoscolex macrophasmata Decraemer, 1983
- Desmoscolex macrophasmatus Decraemer W., 1984
- Desmoscolex max Timm, 1970
- Desmoscolex membranifer Soetaert, 1989
- Desmoscolex membranosus Decraemer, 1975
- Desmoscolex michaelseni Steiner, 1916
- Desmoscolex minor Schepotieff, 1907
- Desmoscolex minutus Claparède, 1863
- Desmoscolex montana (Decraemer & Sturhan, 1982)
- Desmoscolex multiannulatus Decraemer, 1983
- Desmoscolex nanellus (Allgén, 1939)
- Desmoscolex nanus Steiner, 1916
- Desmoscolex noctuabundus Bussau, 1993
- Desmoscolex nudus Chitwood, 1951
- Desmoscolex nymphianus Decraemer, 1974
- Desmoscolex obscurus Bussau, 1993
- Desmoscolex opacus Bussau, 1993
- Desmoscolex parabyssorum Soetaert, 1989
- Desmoscolex parafalklandiae Allgén, 1955
- Desmoscolex parakoloensis Decraemer, 1984
- Desmoscolex paraleptus Decraemer, 1975
- Desmoscolex paralongisetosus Decraemer, 1983
- Desmoscolex parva (Timm, 1970)
- Desmoscolex parvospiculatus Decraemer W., 1996
- Desmoscolex pedunculus Rho, Kim & Chang, 2007
- Desmoscolex pelophilus Steiner, 1916
- Desmoscolex perspicuus Freudenhammer, 1975
- Desmoscolex petalodes Lorenzen, 1972
- Desmoscolex platycricus (Steiner, 1916)
- Desmoscolex prampramensis Steiner, 1916
- Desmoscolex pravus Decraemer, 1985
- Desmoscolex proboscis Lorenzen, 1972
- Desmoscolex pusillus Lorenzen, 1969
- Desmoscolex pustulatus Freudenhammer, 1975
- Desmoscolex quadricomoides Timm, 1970
- Desmoscolex remifer Timm, 1970
- Desmoscolex roscoffiensis Decraemer, 1979
- Desmoscolex rostratus Timm, 1970
- Desmoscolex rudolphi Steiner, 1916
- Desmoscolex segonzaci Decraemer, 1983
- Desmoscolex sieverti Freudenhammer, 1975
- Desmoscolex spinirostris Decraemer, 1984
- Desmoscolex spinosus Decraemer, 1976
- Desmoscolex squamosus Timm, 1970
- Desmoscolex strandi Allgén, 1939
- Desmoscolex tenuiseta Filipjev, 1922
- Desmoscolex timmi Decraemer, 1974
- Desmoscolex vanoyei De Coninck, 1943
- Desmoscolex variabilis Soetaert, 1989
- Desmoscolex velifer Timm, 1970
- Desmoscolex vinealis Weischer, 1962
- Desmoscolex vittatus (Lorenzen, 1969)
- Desmoscolex yongei Decraemer, 1975